# Gunnar Hedes saga

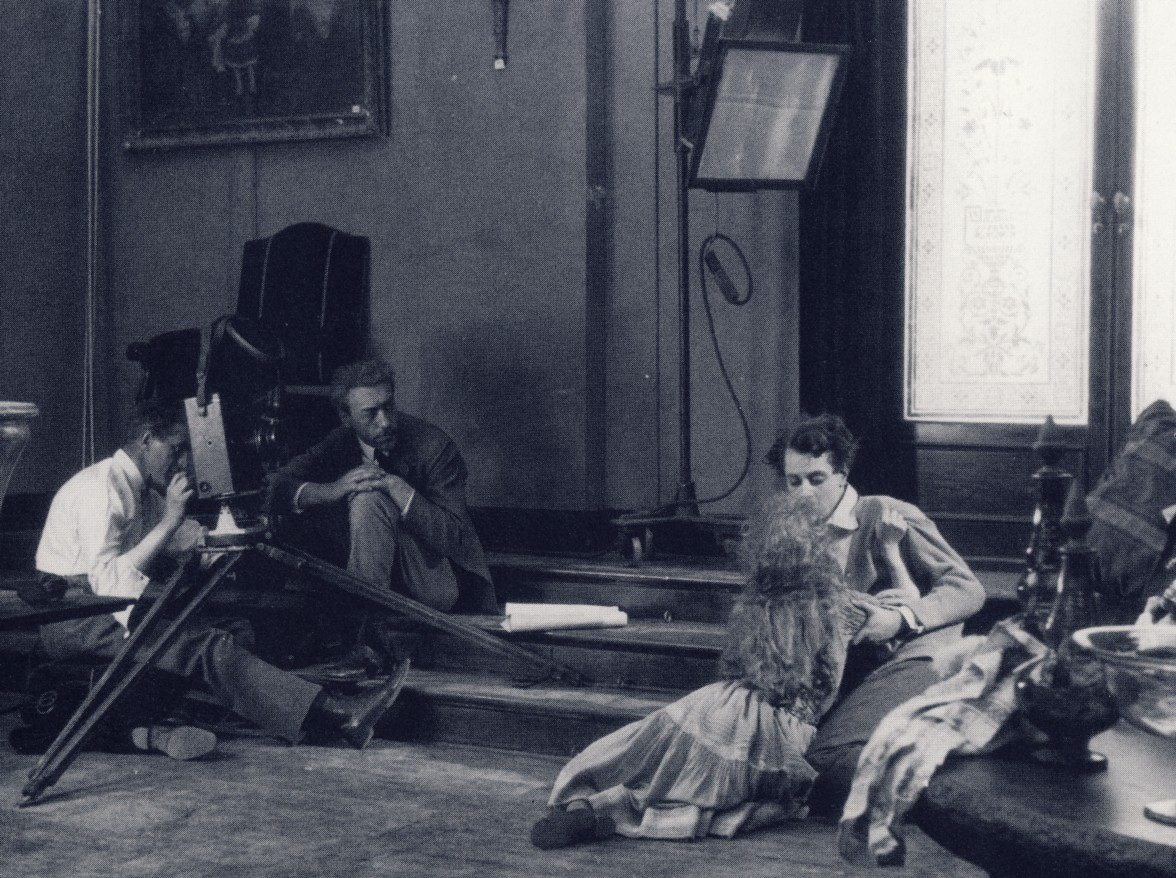
Julius Jaenzon, Mauritz Stiller, Mary Johnson, i Einar Hanson durant el rodatge de la pel·lícula

Gunnar Hedes saga (en suec La saga de Gunnar Hede) és una pel·lícula dramàtica sueca de 1923 dirigida per Mauritz Stiller i protagonitzada per Einar Hanson, Mary Johnson, Pauline Brunius i Hugo Björne. La narrativa gira entorn d'un estudiant que intenta salvar la mansió de la seva família que s'enfronta a la fallida. La pel·lícula es basa lliurement en la novel·la En herrgårdssägen de Selma Lagerlöf.

## Sinopsi
Gunnar Hede, un jove suec, vol convertir-se en músic professional, però quan el seu pare mor sobtadament, la seva família el pressiona perquè es faci càrrec del negoci familiar, criant i venent rens. No li agrada el negoci i no és apte per a ell, però cedeix i se'n fa càrrec. No obstant això, quan un dia resulta greument ferit en un accident mentre condueix al ramat per l'Àrtida gelada i sofreix un traumatisme cranial greu, la seva família tem que pugui sofrir danys mentals permanents i que puguin perdre tant a Gunnar com al negoci familiar.

## Repartiment
- Einar Hanson com Gunnar Hede;
- Pauline Brunius com la senyora Hede, la mare de Gunnar;
- Hugo Björne com el se yor Hede, el pare de Gunnar;
- Mary Johnson com Ingrid;
- Adolf Olschansky com el senyor Blomgren;
- Stina Berg como la senyora Blomgren;
- Thecla Åhlander com Stava;
- Gustav Aronson com Bailiff;
- Julia Cederblad com una especuladora de subhasta;
- Lotten Olsson com una especuladora de subhasta;
- Concordia Selander com una especuladora de subhasta;
- Gösta Hillberg com un advocat;
- Ingeborg Strandin com la minyona.

## Producció
AB Svensk Filmindustri (SF) havia intentat inicialment fer una adaptació cinematogràfica d' En herrgårdssägen de Selma Lagerlöf en 1915, i Gustaf Molander ja havia desenvolupat un guió. Tanmateix, la pel·lícula va ser cancel·lada. A principis de la dècada de 1920, es van reviure els plans i el projecte li va ser lliurat a Mauritz Stiller, a qui s'acredita com a escriptor juntament amb l'autora suecofinlandesa Alma Söderhjelm. El guió difereix de la història original en diversos aspectes, i els títols inicials la diuen una «adaptació lliure» de la novel·la. Tal com havia fet Stiller quan va fer la seva anterior adaptació de Lagerlöf, Herr Arnes pengar, igual que com havia fet Victor Sjöström amb la seva, Stiller es va trobar amb Lagerlöf i li va presentar el guió perquè l'aprovés. No obstant això, Lagerlöf estava profundament insatisfeta amb les llibertats que Stiller s'havia pres i la productora va haver de convèncer-la que no denunciés la pel·lícula públicament. La película fue producida a través de AB Svensk Filminspelning, una subsidiaria de SF que solo existió entre 1922 y 1923.
Lars Hanson va ser escollit originalment per al paper de Gunnar Hede, però va ser reemplaçat per Einar Hanson poc abans que comencés la producció. Aquest va ser el primer paper protagonista de Einar Hanson en una pel·lícula. La fotografia principal va tenir lloc entre febrer i juny de 1922 en els estudis Filmstaden. Els exteriors es van rodar als voltants, a Nacka i Kallsjön de Jämtland.

## Llançament
La pel·lícula es va estrenar l'1 de gener de 1923. La pel·lícula va ser venuda a 17 mercats a l'estranger, significativament menys que les cinc pel·lícules anteriors de Stiller. La saga de Gunnar Put està parcialment perduda; només se sap que existeixen al voltant de dos terços de la pel·lícula original.